# Тросков
фон Тросков (нем. von Troskow) — российско-австрийский баронский род. Ветвь князей Турн-и-Таксис.

## Происхождение
Рудольф Гуго Максимилиан фон Турн-и-Таксис (нем. Rudolf Hugo Maximilian von Thurn und Taxis; 25 ноября 1833, Прага — 4 июля 1904, Прага) — правнук князя Александра Фердинанда (1704—1773) — отказался от титула и фамилии.
Рудольф был потомственным пражанином: ещё его дед принц Максимилиан Йозеф (1769—1831) женился в Праге и жил там. Там же родились все 6 его детей (в том числе и старший из них — принц Карл (1792—1844) — отец будущего барона фон Троскова).
Рудольф был интеллектуалом, любившим чешскую культуру (в первую очередь — музыку и словесность), и покровителем искусств. Он изучал юриспруденцию и в 1861 году основал «Právník» — первый юридический журнал на чешском. Помогая Карелу Яромиру Эрбену, он создал также чешский словарь юридической терминологии. Он был предан чешской национальной идее и стал издателем «Boleslavan» — еженедельника на чешском, посвященного этому вопросу, и стал первым руководителем известного чешского хора «Hlahol». Он был также членом комитета по созданию чешского национального театра (1861) и одним из основателей общества чешского искусства «Umělecká beseda» (чеш./нем.) в Праге (1863). Он покровительствовал деятелям чешской культуры (в том числе Божене Немцовой, Витезславу Галеку, Каролине Светле, Антонину Дворжаку и Бедржиху Сме́тане). Позже на средства Рудольфа была поставлена опера Сме́таны «Бранденбуржцы в Чехии».
Грамотой австрийского императора Франца Иосифа I от 19 февраля (3 марта) 1894 года Рудольф Гуго Максимилиан, бывший принц фон Турн-и-Таксис, был возведён, с нисходящим потомством, в баронское достоинство Австрийской империи, с фамилией фон Тросков.
Через 10 лет он умер, навещая свою дочь Гедвигу в Велеграде. В 1930 году останки его и его жены были эксгумированы и перезахоронены в семейной могиле в городе Стара-Болеслав (ныне — Брандис-над-Лабем-Стара-Болеслав).
Высочайше утверждённым 23 декабря 1907 года положением Первого департамента Государственного совета дозволено подполковнику Ивану Рудольфовичу Троскову, с нисходящим его потомством, пользоваться в России баронским титулом.
Барон Иван Рудольфович (фон) Тросков служил в Отдельном корпусе пограничной стражи. Из пяти его сыновей трое погибли или пропали без вести, воюя на стороне белых во время Гражданской войны.

## Поколенная роспись
- Рудольф (25.11.1833, Прага — 4.7.1904, Прага), получил титул барон фон Тросков в 1894 году 
OO   28.11.1857 Женни Стендлер (Jenny Ständler; 9.4.1830, Прага — 28.9.1914, Грац)
  - Йоханн (Иван Рудольфович), барон фон Тросков (29.6.1860, Нимарик — 3.11.1920, Прага) 
OO   1: ок. 1894 (развод?) Вера Николаевна Воскресенская (1877 — ок. 1950, Париж) 
OO   2: 1918/19 Marie Pitroffova (? — до 1938)
    - Александр (Александр Иванович), барон фон Тросков (30.9.1895 — 1917/20)
    - Николаус (Николай Иванович), барон фон Тросков (28.12.1896 — 2/3.3.1941, Нью-Йорк) 
OO    Анна N. (? — после 1945, США)
    - Константин (Константин Иванович), барон фон Тросков (14.11.1898, Баку — 15.3.1964, Прага) 
OO    Варна 2.1.1934 Милослава Кралертова (4.6.1910, Storonetz, Romania — ?)
      - Владимир Константинович, барон фон Тросков (род. 28.7.1934, Варна)  
OO   1: Прага 22.7.1962 (разв.: 1968) Надежда Пехрова (род. 18.12.1942, Прага) 
OO   2: Прага 4.8.1971 Анна Улкова (род. 3.10.1945, Прага)
        - Вера Владимировна, баронесса фон Тросков (род. 30.4.1964, Прага) 
OO    29.8.1985 Милан Дедек (род. 17.4.1964)
        - Георг (Георгий Владимирович), барон фон Тросков (род. 2.5.1973, Прага) 
OO    27.7.2006 Lucie Tůmová (род. 12.10.1971)
          - Анна (Анна Георгиевна), баронесса фон Тросков (род. 13.10.2006)

    - Михаэль (Миаил Иванович), барон фон Тросков (11.12.1900 — 1917/20)
    - Георг (Георгий Иванович), барон фон Тросков (27.6.1903 — 1917/20)

  - Людмила, баронесса фон Тросков (18.5.1862 — 29.2.1888, Пловдив) 
OO    1883 N. Войтасенко
  - Изабелла, баронесса фон Тросков (1863 — ?, Golkovice)
  - Адальберт, барон фон Тросков (10.10.1867 — после 1933) 
OO    Грац 16.6.1902 Терезия Поллак (1878/9 — ?)
    - Тереза, баронесса фон Тросков (пользовалась фамилией Турн-Таксис; ? — после 1945, Прага)

  - Гедвига, баронесса фон Тросков (16.1.1873, Golkowitz — ?) 
OO   1: N. Шмид 
OO   2: Артур Каллус